# Roger Lhermitte
Pour les articles homonymes, voir Lhermitte.
Roger Marcel Lhermitte est un météorologue et ingénieur français, naturalisé américain, pionnier du développement du radar météorologique à effet Doppler. Né en 1920, sa carrière professionnelle s'étendit des années 1950 jusqu'à sa mort en 2016 et comporte de nombreuses contributions dans le domaine, dont plus de 100 publications et de nombreux brevets.

## Biographie
Roger Lhermitte est né à Ergal, un hameau de Jouars-Pontchartrain dans les Yvelines, un petit village proche de Versailles, le 28 mai 1920. Au début de la Seconde Guerre mondiale, il fut enrôlé par les Allemands pour travailler sur un radar à thyratron (un commutateur électrique de grande puissance) pour Siemens à Berlin. Il est ensuite retourné à Paris pour des examens et a choisi de rester caché pendant le reste de la guerre. 

### Carrière
La thèse de doctorat de Roger Lhermitte à la faculté des sciences de l'Université de Paris en 1954 portait sur l'utilisation du radar pour explorer la structure verticale des précipitations,. Il avait déjà commencé sa carrière en tant que scientifique à la Météorologie nationale (maintenant Météo-France), d'abord à Trappes, puis à Magny-les-Hameaux. Il y effectuait des travaux reconnus internationalement sur l’observation radar de la microphysique des nuages, notamment sur des méthodes pour étudier les variations de phase des signaux qui résultent du mouvement des hydrométéores (effet Doppler).
En 1954, son chemin croisa celui de J. Stewart Marshall, un des pionniers du radar météorologique, lors d'une conférence à La Haye, aux Pays-Bas. Peu de temps après, à l'hiver 1955, il rendit visite à Marshall et Walter Hitschfeld, chercheurs au Stormy Weather Group à Montréal. Marshall était en contact étroit avec le groupe radar de David Atlas aux laboratoires de recherche de la Force aérienne Cambridge (AFCRL) dans le Massachusetts et en 1957, Lhermitte fut invité à visiter ce laboratoire pendant un an.
Lhermitte, Atlas, Richard Goody (expert en radiation à Harvard) et Edwin Kessler (récemment diplômé d'études en météorologie au Massachusetts Institute of Technology) ont tous travaillé ensemble dans les quartiers exigus de l'Observatoire météorologique de Blue Hill, où un radar en bande X à ondes entretenues était installé. En 1959, son premier article sur le radar météorologique Doppler est paru en France et proposait l'utilisation intelligente de deux antennes, l'une dirigée vers une cible fixe au sol et l'autre dirigée verticalement lors d'un orage, la différence des échos reçus fournissant le décalage de fréquence Doppler et donc les vitesses de chute des précipitations. Il travaillait encore pour la Météorologie nationale française.

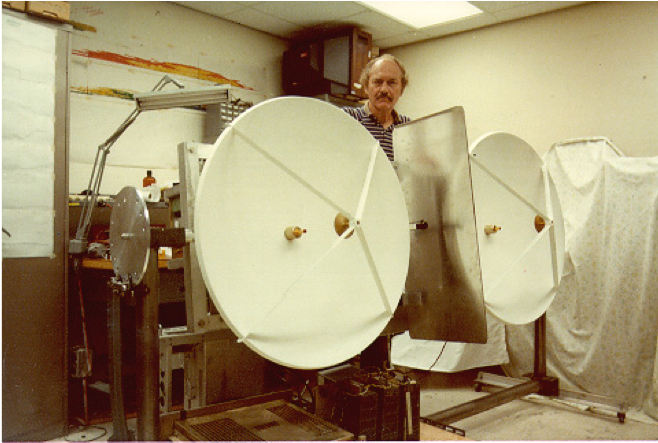
Roger Lhermitte en 1987 avec les antennes d'un radar bistatique de 94 GHz.

David Atlas a suivi de près les progrès de Lhermitte et cinq ans plus tard, il lui a proposé un poste aux États-Unis à l'AFCRL.  LHermitte passera ensuite le reste de sa vie active aux États-Unis dans le domaine des radars. L’une des principales réalisations découlant de leurs travaux à l’AFCRL fut le développement de l’affichage vitesse-azimut (VAD) en 1961, qui a permis de déterminer les profils verticaux de vent à l’aide de mesures Doppler, une idée breveté par Lhermitte et Atlas,.
En 1963, Roger Lhermitte passa une année chez Sperry Rand Research où il a notamment exploré l’utilisation de radars Doppler pulsés pour étendre les capacités des radars Doppler conventionnels en permettant la discrimination de la distance. Il rejoint ensuite Edwin Kessler à Norman (Oklahoma) en 1964 pour fonder le National Severe Storms Laboratory (NSSL) où il appliqua son traitement Doppler aux données du radar météorologique balayant horizontalement,. En étudiant les orages, ce nouveau paramètres permit l’identification du couplet vitesse Doppler associé au mésocyclone, une colonne d’air en rotation située dans un orage violent,. Ralph Donaldson, un autre ancien collègue chez AFCRL, a poursuivi l'étude des mésocyclones dans les orages supercellulaires et c'est devenu depuis un des indices de détection des orages potentiellement tornadiques.

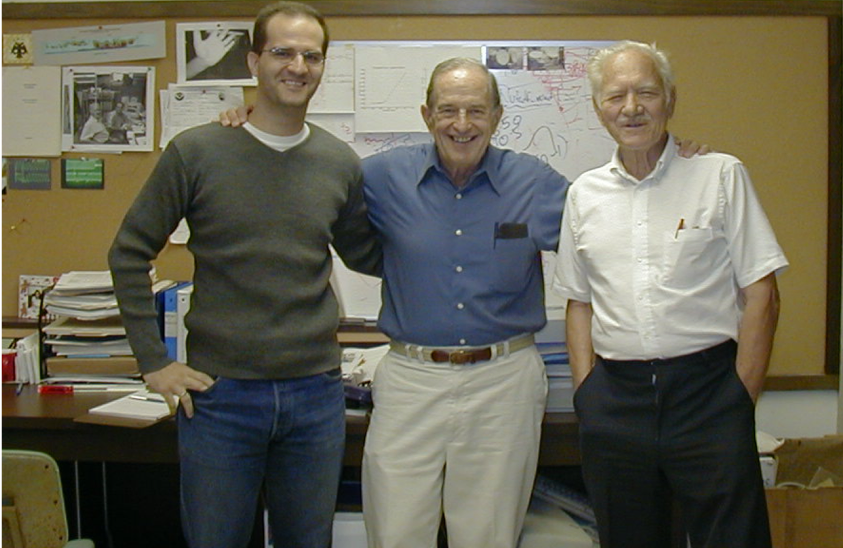
Lhermitte (droite), Atlas (centre) et Kollias (gauche) en 1998.

Après trois ans à la NSSL, Lhermitte rejoint le laboratoire de propagation des ondes à Boulder (Colorado), avec Gordon Little. Au cours de cette période, il a travaillé sur les radars Doppler, uniques et multiples, pour la détection du vent et de la turbulence en air clair (sans précipitations). En 1970, il est devenu professeur de météorologie à l’Université de Miami où il continua son travail sur les techniques de traitement du signal Doppler. Parmi les étudiants les plus connus qu'il a formé, on compte Pavlos Kollias, professeur et directeur d'un groupe de recherche radar, et Marc Gillet, directeur des affaires internationales de Météo-France de 2009 à 2013.

### Retraite
Même après sa retraite officielle durant les années 1990, Roger Lhermitte resta un professeur émérite et continua à travailler avec de petits radars Doppler de 94 gigahertz (millimétriques) pour observer les cumulus par beau temps dans la région de Miami, travail qu'il avait entrepris dès 1987. Ce travail conduisit à la mise au point de systèmes radar en réseau au sol surface, à bord d'aéronefs et à partir d'un satellite afin d'étudier les nuages et leurs processus de développement. Cela amena également Lhermitte à publier un manuel intitulé « Centimeter and Millimeter Wavelength Radars in Meteorology », publié en 2002 alors qu'il avait 82 ans.
Un des hobbys de Roger Lhermitte était la voile qu'il pouvait pratiquer à Coral Gables. Il mit à profit son expertise Doppler au milieu sous-marin pour le sonar. Il a ainsi collaboré avec Ulrich Lemmin de l'École polytechnique fédérale de Lausanne pour étudier la turbulence marine.
Roger Lhermitte a souffert d'une fuite d'une valve cardiaque durant les dernières années de sa vie. Il est décédé le 21 novembre 2016 à Miami.

## Innovations

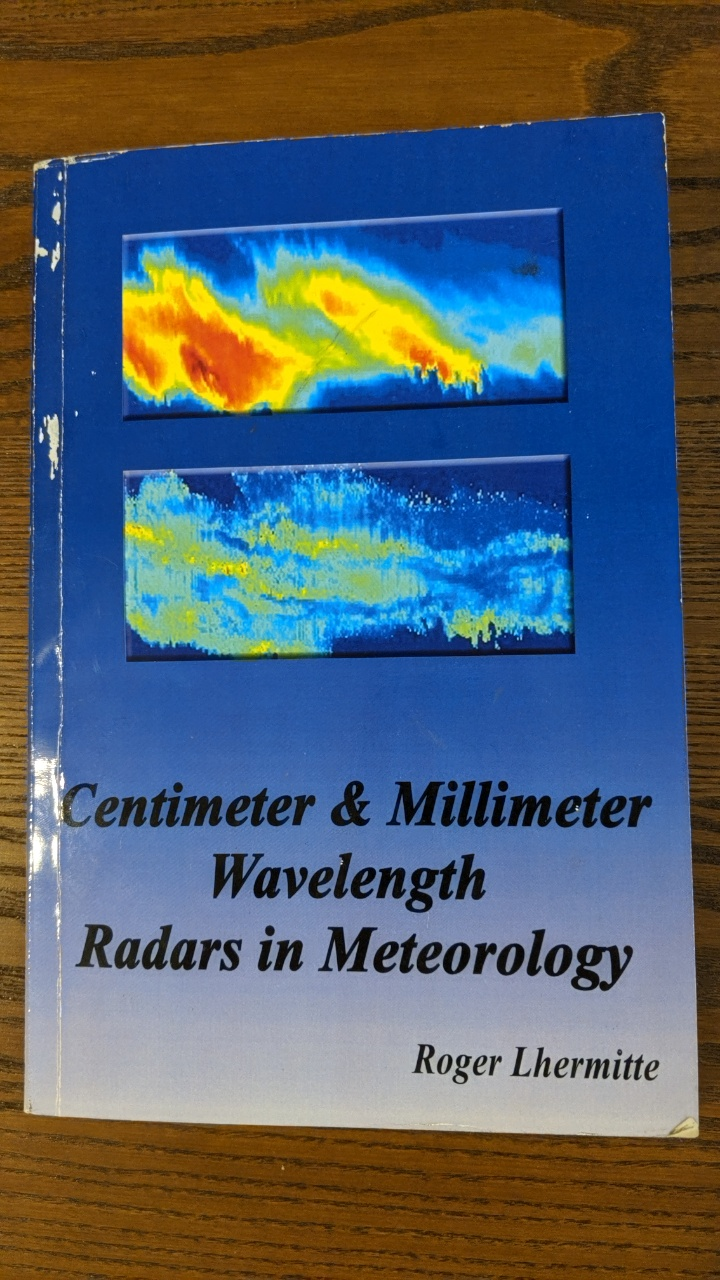
Couverture de « Centimeter and Millimeter Wavelength Radars in Meteorology ».

Roger Lhermitte est un pionnier du développement du radar météorologique qui a :
- conçu et construit le premier processeur Doppler à paire d'impulsions, révolutionnant la recherche sur les précipitations en ajoutant la vitesse radiale de déplacement des cibles aux paramètres observés ;
- partagé sa conception de processeur à paires d'impulsions avec NCAR, permettant une large diffusion de la technologie ;
- initié des mesures par radars Doppler multiples, permettant une vue en trois dimensions du champ cinématique ;
- lancé le développement et démontré l'utilité du radar millimétrique de 3 mm pour les études de nuages ;
- discuté du potentiel des radars de longueur d'onde millimétrique dans l'espace ;
- introduit la diffusion et l'absorption de Rayleigh/Mie à des longueurs d'onde millimétriques et présenté leurs avantages.

Il a aussi effectué d’importants travaux dans le domaine de la recherche par sonar Doppler : mesures du mouvement de l’eau et de la turbulence, mesures du courant de marée, rétrodiffusion par eaux claires, couche limite, etc.